# Qvarqvaré II de Samtskhé
Qvarqvaré II Djaqeli (en géorgien : ყვარყვარე I ჯაყელი ; 1298-1361) est un prince géorgien (mtavari) qui dirige le Samtskhé en 1334-1361.

## Biographie
Son père est l'atabeg Serge II Djaqeli, fils de Beka Ier Djaqeli. En 1334, après la mort de son père, Qvarqvaré devient le vassal du roi Georges V le Brilliant et est nommé atabeg du Samtskhé par le roi.